# Hechos de Fatarella

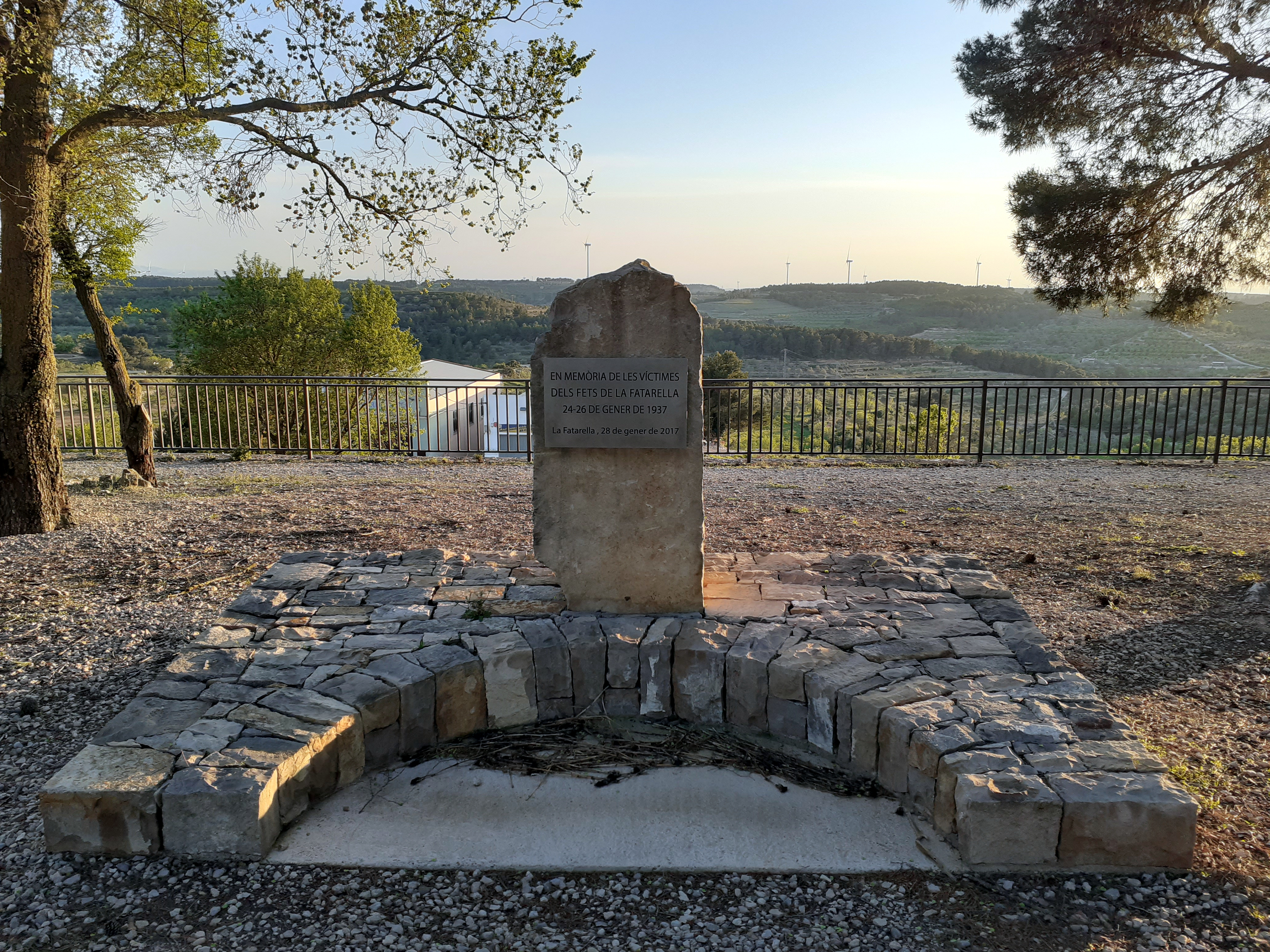
Monumento en memoria de los Fets de la Fatarella

Los Hechos de Fatarella fueron una serie de conflictos violentos acontecidos los últimos días de enero de 1937 en el pueblo de Fatarella (Tierras del Ebro, Tarragona), durante la guerra civil española, a consecuencia de la resistencia de sus habitantes a los intentos de colectivización de sus tierras.
Grupos de la CNT-FAI procedentes de otras localidades ejercieron una dura represión sobre la población, que terminó con la llegada de la Guardia de asalto de la Generalidad de Cataluña y con el resultado de una cincuentena de muertes, la mayoría labradores del pueblo.
Estos hechos han sido catalogados, junto con los Hechos de Barcelona y otros incidentes menores y enfrentamientos mayores que tuvieron lugar en la Cataluña rural del primer tercio de 1937, como ejemplo de enfrentamientos en la retaguardia republicana. Aun así no existe todavía un estudio que explique con detalle qué sucedió exactamente para que el 25 de enero los enfrentamientos acabaran en un baño de sangre. Las explicaciones que se han elaborado van desde la provocación comunista hasta el intento anarquista de colectivización forzada.
Cuando se habla de los Hechos de Fatarella en este contexto, se descarta al Partido Obrero de Unificación Marxista (POUM), ya que esta fuerza política, aunque fue sin duda una de las protagonistas de aquel conflicto interno, tuvo un protagonismo menor en la evolución del suceso propiamente dicho y no tenía presencia en la comarca tarragonense de la Tierra Alta. También se ha de mencionar que la crisis provocada por la sublevación militar de julio de 1936 generó una dualidad de poderes en la Generalidad de Cataluña, fundamentalmente en manos de Esquerra Republicana de Catalunya- y el Comité de Milicias Antifascistas (Confederación Nacional del Trabajo, sobre todo, pero también Federación Anarquista Ibérica, la FAI). ERC estableció contactos con un nuevo partido en pleno auge, el Partido Socialista Unificado de Cataluña (PSUC), y recibió el apoyo con presencia sindical de la Unión General de Trabajadores (UGT) y la Unió de Rabassaires (UdR) para inclinar la balanza hacia su lado. Mientras tanto, la CNT intentaba -por vía de las colectivizaciones- incrementar su presencia en el mundo rural, dónde la fuerza de ERC y UdR superaban a la de la unión confederal de sindicatos ampliamente.
En la interpretación de los Hechos de Fatarella chocaron ambas perspectivas. Las consecuencias trágicas de los incidentes (las muertes de los habitantes del pueblo, ya fuera fusilados o a punta de pistola) dan un interés extraordinario a algunos de los papeles de Salamanca que ofrecen dos versiones: la de los representantes del PSUC y ERC por una parte, y la de CNT por otra, a la Junta de Seguridad Interior de la Generalidad. Los primeros aluden la tesis de un exceso de celo de militantes de la CNT. La segunda (CNT) asegura que hubo provocación de fascistas infiltrados. Nadie habla de provocación comunista.
El listado de los asesinados en La Fatarella puede verse en el informe de la Guardia Civil a la Fiscalía de la Causa General de 29 de enero de 1941. Se dice en dicho escrito que "el carácter de los sucesos ocurridos en La Fatarella fue una lucha entre partidos marxistas de la localidad..." De los asesinados 17 eran votantes o afiliados a partidos de derecha y 17 a los de izquierda, tal y como se detalla en dicho documento. Al sacerdote Mosén Masip Gironés "lo maltrataron terriblemente y le arrancaron los ojos en vivo. Las 34 víctimas de La Fatarella fueron enterradas en una fosa común.